# アデニロコハク酸シンターゼ
アデニロコハク酸シンターゼ(adenylosuccinate synthase, ADSS)またはIMP-アスパラギン酸リガーゼ(IMP-aspartate ligase)はプリン代謝のうちアデニル酸の合成に関わる酵素で、以下の化学反応を触媒する。
GTP + IMP + L-アスパラギン酸 {\displaystyle \rightleftharpoons } GDP + リン酸 + N6-(1,2-ジカルボキシエチル)-AMP